# Hội chợ Giải trí Điện tử 2019
Hội chợ Giải trí Điện tử 2019 hay Electronic Entertainment Expo 2019 (E3 2019) là kì E3 được tổ chức lần thứ 25, trong đó các nhà sản xuất phần cứng, nhà phát triển phần mềm và nhà xuất bản từ ngành công nghiệp trò chơi điện tử đã giới thiệu các sản phẩm mới và sắp ra mắt tới cho khách tham quan, chủ yếu là các nhà bán lẻ và thành viên báo chí trò chơi điện tử. Sự kiện do Hiệp hội Phần mềm Giải trí (ESA) tổ chức tại Trung tâm Hội nghị Los Angeles từ ngày 11 đến ngày 13 tháng 6 năm 2019. Nhiều công ty đã tổ chức họp báo vào những ngày trước đó, ngoại trừ Sony, lần đầu tiên không tham gia sự kiện này.
Tại E3 2019, không có phần cứng chơi game mới nào được tiết lộ, tuy nhiên Microsoft đã thông báo rằng họ đang bắt đầu làm việc trên Xbox thế hệ tiếp theo, trong khi đó Sony đã thảo luận về công việc chuẩn bị cho các máy chơi game PlayStation tiếp theo của riêng mình. Hầu hết các thông báo tại E3 đều tập trung vào các trò chơi mới, nhiều trò chơi được đặt lịch phát hành từ cuối năm 2019 đến đầu năm 2020. Đặc biệt, có một sự tập trung mạnh mẽ vào các dịch vụ đăng ký, chẳng hạn như Xbox Game Pass và Uplay Plus, cũng như các dịch vụ phát trực tuyến như Stadia.

## Định dạng và thay đổi
E3 2019 diễn ra từ ngày 11 đến ngày 13 tháng 6 năm 2019 tại Trung tâm Hội nghị Los Angeles. Trong những ngày trước đó, các nhà xuất bản lớn đã tổ chức hội nghị báo chí, thường là thông qua các buổi trình diễn trực tiếp tại một rạp lớn với phát sóng trực tuyến hoặc thông qua các đoạn video được ghi sẵn, nhấn mạnh vào các trò chơi mới được dự định phát hành trong năm tới. Trong thời gian diễn ra chương trình, các nhà phát triển và nhà xuất bản đã tổ chức các gian hàng triển lãm cho phép các thành viên trong ngành, báo giới, đại diện bán lẻ và công chúng dùng thử các trò chơi mới và trò chuyện với những người sáng tạo. Một số sự kiện bên lề đã được tổ chức tại các địa điểm gần đó, bao gồm cả các giải đấu trò chơi điện tử.
Cũng như E3 2017 và E3 2018, ESA đã cung cấp tới  vé công khai cho sự kiện.
Hợp đồng trước đây của ESA với Trung tâm Hội nghị Los Angeles đã hết hạn sau E3 2019 và ESA đã cho biết họ có thể tìm kiếm các địa điểm khác cho E3 2020 và sau này. ESA đã yêu cầu Trung tâm Hội nghị và thành phố cung cấp thêm không gian gần đó và trong khi có kế hoạch mở rộng thêm vào năm 2020, ESA vẫn không chắc liệu điều này có đủ cho buổi biểu diễn tiếp theo hay không. Cuối cùng, ESA đã tái đàm phán với Trung tâm Hội nghị đến năm 2023, tuy nhiên vẫn để tùy chọn để chấm dứt hợp đồng nếu muốn.
Trong khi đã góp mặt tại tất cả các kỳ E3 kể từ khi sự kiện này được tổ chức, Sony Interactive Entertainment đã thông báo họ sẽ không tham dự E3 2019. Trong một cuộc phỏng vấn vào tháng 2 năm 2019, CEO của Sony, Shawn Layden cho biết với sự thay đổi trong cách mua hàng của các nhà bán lẻ, sự chuyển đổi của họ sang sản xuất ít nhưng chất lượng hơn, cùng với sự phổ biến nhanh chóng của tin tức trên Internet, việc tổ chức một triển lãm thương mại vào tháng 6 không còn hữu ích nữa. Thay vào đó, Sony quyết định tổ chức sự kiện Destination PlayStation của riêng họ vào tháng 2 nhằm đảm bảo cho doanh số bán hàng của các nhà bán lẻ. Microsoft và Nintendo đều xác nhận vẫn sẽ tham dự E3. Vì thiếu sự hiện diện của Sony, số lượng người tham dự E3 2019 giảm khoảng 3,100 so với E3 2018, với tổng số khách tham dự là 66,100 người. 

## Các cuộc họp báo

### Microsoft
Microsoft tổ chức họp báo tại Nhà hát Microsoft vào ngày 9 tháng 6 năm 2019.  Họ cũng trình diễn các trò chơi thông qua Inside Xbox vào ngày 10 tháng 6 năm 2019. Trong số các trò chơi được quảng bá trong buổi thuyết trình bao gồm The Outer Worlds, Bleting Edge, Ori and the Will of the Wisps, Minecraft Dungeons. Star Wars Jedi: Fallen Order, Blair Witch, Cyberpunk 2077, Spiritfarer, Battletoads, The Legend of Wright, Microsoft Flight Simulator, Age of Empires II: Definitive Edition, Wasteland 3, Psychonauts 2, Lego Star Wars: The Skywalker Saga, Dragon Ball Z: Kakarot, 12 Minutes, Way to the Woods, Gears 5, Dying Light 2, Forza Horizon 4: Lego Speed Champions, State of Decay 2: Heartland, Phantasy Star Online 2, Crossfire X, Tales of Arise, Borderlands 3 và Elden Ring. Microsoft cũng đã công bố việc mua lại Double Fine và quyền xuất bản cuốn sách sắp ra mắt Psychonauts 2.
Microsoft đã công bố các dịch vụ và sản phẩm phần cứng, trong đó bao gồm phiên bản Windows 10 của dịch vụ đăng ký Xbox Game Pass (sẽ được đi kèm trong dịch vụ "Game Pass Ultimate" lớn hơn, đi kèm với phiên bản hệ máy chơi game và gói đăng ký Xbox Live Gold), và nền tảng trò chơi đám mây "Project xCloud" sẽ nhận được bản beta công khai vào cuối năm 2019, cũng như phiên bản cập nhật của bộ điều khiển Elite.
Microsoft cũng gợi mở về "Project Scarlett", phiên bản kế nhiệm cho Xbox One.
Trong buổi giới thiệu cho Cyberpunk 2077, Keanu Reeves đã nhanh chóng lên sàn tiết lộ rằng anh ấy đang lồng tiếng cho một nhân vật giống anh trong trò chơi. Keanu Reeves lên sân khấu và tiết lộ rằng anh đang lồng tiếng cho một nhân vật trong game có hình tượng giống anh. Khi anh lên sân khấu, một fan hâm mộ hét lên "Anh thật tuyệt vời!", và Reeves trả lời lại khán giả rằng "Mọi người thật tuyệt vời! Tất cả mọi người đều thật tuyệt vời!" Câu nói của Reeves từ đó trở thành một meme trên Internet. Khi lập kế hoạch cho E3 2020, chủ tịch ESA Stanley Pierre-Louis nói rằng khoảnh khắc bất ngờ của Reeves là điều họ được truyền cảm hứng và muốn giúp tạo ra tiềm năng cho E3 2020 và các triển lãm trong tương lai.

### Bethesda Softworks
Bethesda Softworks đã tổ chức một buổi họp báo vào ngày 9 tháng 6 năm 2019 để giới thiệu các game mới và cập nhật của họ. Các trò chơi nổi bật bao gồm Fallout 76, The Elder Scrolls: Blades, Ghostwire: Tokyo, The Elder Scrolls Online, Commander Keen Mobile, The Elder Scrolls: Legends, Rage 2, Wolfenstein: Cyberpilot, Wolfenstein: Youngblood, Deathloop và Doom Eternal.  Họ cũng tiết lộ phần mềm Orion của mình, một gói phần mềm trung gian giúp cải thiện tốc độ và độ trễ khi chơi game qua đám mây.

### Devolver Digital
Devolver Digital đã tổ chức "Buổi họp báo lớn và sang trọng thứ ba của họ"—tiếp nối câu chuyện của các buổi trước với một buổi trình diễn “Devolver Direct” châm biếm trực tiếp những buổi trình diễn của Nintendo. Video được ghi sẵn này đã giới thiệu nhiều trò chơi, bao gồm Carrion, Fall Guys: Ultimate Knockout, một DLC miễn phí mới cho The Messenger và Devolver Bootleg—một bộ sưu tập nhiều phiên bản “bootleg” của các tựa game hiện có của Devolver (bao gồm Enter the Gun Dungeon và Hotline Milwaukee trong số những người khác). Devolver cũng đã công bố Enter the Gungeon: House of the Gundead, một trò chơi bắn súng ánh sáng arcade xoay quanh loạt game Enter the Gungeon.

### PC Gaming Show
PC Gamer đã tổ chức sự kiện PC Gaming Show vào ngày 10 tháng 6 năm 2019.  Trong số các nhà phát triển và nhà xuất bản được giới thiệu có Annapurna Interactive, Chucklefish, Digital Extremes, Digital Uppercut, Epic Games, E-WIN, Fatshark, Fellow Traveller, Frontier Developments, Funcom, Modus Games, Paradox Interactive, Perfect World Entertainment, Raw Fury, Rebellion, Re -Logic và Tripwire Interactive. Trong số các trò chơi được giới thiệu có Evil Genius 2, Vampire: The Masquerade – Bloodlines 2, Starmancer, Chivalry 2, Mosaic, Quantum Error, Midnight Ghost Hunt, Unexplored 2: A Wayfarer's Journey, Mutant Year Zero, Conan Unconquered, Moons of Madness, Conan: Chop-Chop, Last Oasis, Age of Wonders: Planetfall, Zombie Army 4, Remnant: From the Ashes, Griftlands, Planet Zoo, Battletoads, Sayonara Wild Hearts, Shenmue III, Songs of Conquest, Warhammer: Vermintide 2, Per Aspera, Ancestors: The Humankind Odyssey, Auto Chess, CrisTales, Valfaris, Borderlands 3, Maneater, Scavengers, Terraria, Firewall: Zero Hour, Telling Lies, Warframe, Dragon Age 4, Genesis Noir, El Hijo và Baldur's Gate III.

### Ubisoft
Ubisoft đã phát sóng buổi họp báo vào ngày 10 tháng 6 năm 2019. Trong số các trò chơi nổi bật có Watch Dogs: Legion, Tom Clancy's Rainbow Six Siege, Brawlhalla, Tom Clancy's Ghost Recon Breakpoint (bao gồm cả phần trình bày ngắn gọn của Jon Bernthal), Tom Clancy's Elite Squad, Just Dance 2020, For Honor, Tom Clancy's Rainbow Six Quarantine, Tom Clancy's The Division 2 , Roller Champions và Gods and Monsters.
Ubisoft đã công bố dịch vụ đăng ký "UPlay Plus" cho danh mục trò chơi dành cho người dùng PC và sau đó là trên Stadia, bắt đầu từ tháng 9 năm 2019. Ngoài trò chơi, Ubisoft đã thông báo rằng sẽ có một chuyến lưu diễn giao hưởng Assassins' Creed vào năm 2019, bao gồm âm nhạc từ các trò chơi khác nhau. Rob McElhenney đã thông báo rằng anh ấy sẽ sản xuất và đóng vai chính trong một loạt phim lấy cảm hứng từ Ubisoft có tên là Mythic Quest cho Apple TV+.

### Square Enix
Square Enix đã phát trực tiếp thông báo của mình vào ngày 10 tháng 6 năm 2019. Đây là khung giờ trước đây được Sony sử dụng cho họp báo của mình trong các năm trước. Trong số các trò chơi được giới thiệu có: Final Fantasy VII Remake, Life Is Strange 2, Final Fantasy Crystal Chronicles, Octopath Traveller, The Last Remnant Remastered, Dragon Quest Builders 2, Dragon Quest XI S, Circuit Superstars, Kingdom Hearts III, Brigade 1944, Final Fantasy XIV, Dying Light 2, Romancing Saga 3, SaGa: Scarlet Grace, Final Fantasy Brave Exvius, War of the Visions: Final Fantasy Brave Exvius, Outriders, Oninaki, Final Fantasy VIII và Avengers .

### Nintendo
Nintendo đã tổ chức buổi trình diễn E3 Nintendo Direct vào ngày 11 tháng 6 năm 2019. Trong số các trò chơi được giới thiệu có: Super Smash Bros. Ultimate, Dragon Quest XI, Luigi's Mansion 3, The Dark Crystal: Age of Resistance Tactics, The Legend of Zelda: Link's Awakening, Trials of Mana, Collection of Mana, The Witcher 3: Wild Hunt, Fire Emblem: Three Houses, Resident Evil 5 , Resident Evil 6, No More Heroes III, Contra: Rogue Corps, Contra Anniversary Collection, Daemon X Machina, Panzer Dragoon, Pokémon Sword and Shield, Astral Chain, Empire of Sin, Marvel Ultimate Alliance 3: The Black Order, Cadence of Hyrule, Mario & Sonic tại Thế vận hội Olympic Tokyo 2020, Animal Crossing: New Horizons và hậu bản của The Legend of Zelda: Breath of the Wild. Nintendo đã đi vào chi tiết hơn về những trò chơi này và các tựa game khác thông qua sự kiện Treehouse Live của họ được phát trực tiếp trong suốt hội nghị.

## Các sự kiện khác

### Stadia
Trong khi Google không tham gia E3 2019, họ đã trình bày thông tin chi tiết về nền tảng chơi game qua đám mây Stadia vào ngày 6 tháng 6 năm 2019 ngay trước sự kiện. Trong số các trò chơi được nổi bật trong buổi trình diễn cho nền tảng Stadia có Baldur's Gate III, Ghost Recon Breakpoint, Gylt, Get Packed, Tom Clancy's The Division 2 và Destiny 2.

### Bungie
Bungie đã tổ chức một buổi phát sóng trực tiếp về những thay đổi sắp tới của Destiny 2 vào ngày 6 tháng 6 năm 2019, sau buổi trình diễn của Google về Stadia. Trong số những thay đổi lớn được công bố có việc tiết lộ bản mở rộng lớn tiếp theo của game, Shadowkeep , game chuyển sang mô hình miễn phí để chơi, lưu trữ chéo giữa các nền tảng, chuyển phân phối PC từ Battle.net sang Steam và hỗ trợ mới cho Stadia.

### Electronic Arts
Như trong một vài kỳ E3 trước đây, Electronic Arts (EA) không tham gia trực tiếp với E3, nhưng thay vào đó đã tổ chức sự kiện EA Play công khai vào tuần trước E3, từ ngày 8-9 tháng 6 năm 2019, tại Hollywood Palladium. EA không có buổi họp báo trên phương tiện truyền thông và thay vào đó đã cung cấp nhiều buổi phát sóng vào ngày 8 tháng 6 năm 2019 cho các game của mình, tập trung vào Star Wars Jedi: Fallen Order, Apex Legends, Battlefield V, FIFA 20, Madden NFL 20 và The Sims 4. Trong những luồng này, công ty cũng đã công bố ba tựa game mới cho chương trình Electronic Arts của mình, RustHeart từ GlowMade, Lost in Random từ Zoink và một tựa game chưa có tên từ Hazelight Studios.

### UploadVR
UploadVR đã phát sóng một buổi trình diễn được ghi sẵn, bao gồm những trò chơi mới được tiết lộ, vào ngày 10 tháng 6 năm 2019. Trong số các trò chơi nổi bật có: Budget Cuts 2: Mission Insolvency, Garden of the Sea, The Curious Tale of the Stolen Pets, Pistol Whip VR, Golem, Hotel RnR, I Expect You to Die: Seat of Power, Echo Arena, Arizona Sunshine, Hotdogs, Horseshoes & Hand Grenades, Angry Birds VR và Boneworks.

### Limited Run Games
Limited Run Games, một nhà phát hành nhỏ, đã phát sóng họp báo vào ngày 10 tháng 6 năm 2019. Công ty đã công bố hơn năm mươi kế hoạch phát hành các game indie khác nhau cho Nintendo Switch, PlayStation 4, Nintendo 3DS, cũng như một số tựa game cho PlayStation Vita. Ngoài ra, họ đã công bố kế hoạch phát hành các phiên bản dành cho người sưu tập của một số trò chơi cũ của LucasArts từ loạt phim Chiến tranh giữa các vì sao và Đảo Khỉ.
Các trò chơi đã được công bố bao gồm Night in the Woods dành cho thiết bị di động. Đối với PlayStation Vita, các trò chơi vật lý cuối cùng của họ là Deadbolt, Guacamelee, Super Mutant Alien Assault, Pix the Cat, Revenant Dogma, Mutant Blobs Attack, Rocketbirds Hardboiled Chicken, Rocketbirds 2: Evolution, Atari Flashback Classics, Super Meat Boy, Damascus Gear Operation Osaka, Damascus Gear Operation Tokyo, và Metal Slug 3. Họ cũng tung ra một game Power Rangers có tên Power Rangers: Battle for the Grid.

### AMD
Lần đầu tiên cho công ty, AMD đã tổ chức cuộc họp báo đầu tiên của mình, có tên "Next Horizon Gaming", vào ngày 10 tháng 6 năm 2019.

### Kinda Funny Games
Kinda Funny Games đã phát sóng buổi trình diễn của mình vào ngày 10 tháng 6 năm 2019. Trong số các trò chơi được hiển thị có: CastleStorm 2, Stronghold: Warlords, Lucifer Inside Us, Funtime, Half Past Fate, Superliminal và Undying.

### Đấu trường E3
E3 Coliseum, một sự kiện bên lề được thiết kế xoay quanh sự tương tác của công chúng với các nhà phát triển và nhà xuất bản, đã quay trở lại E3 năm nay. Trong số các buổi trình diễn đáng chú ý bao gồm:
- Nhà phát triển nội dung/dịch vụ phát trực tiếp Netflix đã tổ chức một buổi thảo luận tại E3 liên quan đến nội dung và các nỗ lực liên quan đến video game của họ.[51]
- Geoff Keighley đã dẫn dắt một buổi thảo luận về Psychonauts 2 với Tim Schafer và Jack Black.[52]
- Các nhà viết kịch bản và sản xuất của loạt phim truyền hình The Simpsons đã tổ chức một buổi thảo luận.[53]
- Infinity Ward đã tổ chức một hội thảo để giới thiệu game mới của họ, Call of Duty: Modern Warfare.[54]

### Lễ trao giải đặc biệt BAFTA
Trong E3, Viện Hàn lâm Nghệ thuật Điện ảnh và Truyền hình Anh (BAFTA) đã tổ chức một lễ trao giải đặc biệt tại Los Angeles để trao cho Epic Games Giải BAFTA Đặc biệt trong Lĩnh vực Video Game cho “sức ảnh hưởng của công ty đối với ngành công nghiệp game toàn cầu”.

### Sự kiện thể thao điện tử
Nintendo đã tổ chức các cuộc thi cho Super Smash Bros. Ultimate và Splatoon 2, cũng như giải đấu dành cho Super Mario Maker 2 vừa được công bố vào ngày 8 tháng 6 năm 2019.
Epic Games đã tổ chức một sự kiện kéo dài hai ngày tại The Forum từ ngày 14–15 tháng 6 năm 2019 để tập trung vào một số hoạt động liên quan đến Fortnite. Đây bao gồm sự kiện Fortnite Celebrity Pro-Am lần thứ hai, được chiến thắng bởi streamer Airwaks và nhạc sĩ RL Grime.

## Danh sách game nổi bật
Đây là danh sách các trò chơi đáng chú ý xuất hiện tại E3 2019 và các sự kiện liên quan, được liệt kê theo nhà phát triển hoặc nhà phát hành.
| 2K Games - Borderlands 3 (PC / PS4 / Xbox One / Stadia) Activision - Call of Duty: Modern Warfare (PC / PS4 / Xbox One) - Crash Team Racing Nitro-Fueled (PS4 / Switch / Xbox One) - Spyro Reignited Trilogy (PC / Switch) Annapurna Interactive - 12 Minutes (PC / Xbox One) Asmodee - Catan (Switch) Atlus - Catherine: Full Body (PS4 / PS Vita) - Persona 5 Royal (PS4) - Persona Q2: New Cinema Labyrinth (3DS) Bandai Namco Entertainment - Code Vein (PC / PS4 / Xbox One) - Disney Tsum Tsum Festival (Switch) - Dragon Ball Z: Kakarot (PC / PS4 / Xbox One) - Elden Ring (PC / PS4 / Xbox One) - Ni no Kuni: Wrath of the White Witch (PC / PS4 / Switch) - Tales of Arise (PC / PS4 / Xbox One) - The Dark Pictures: Man of Medan (PC / PS4 / Xbox One) Bethesda Softworks - Commander Keen (Android / iOS) - Deathloop (TBA) - Doom Eternal (PC / PS4 / Switch / Xbox One / Stadia) - The Elder Scrolls: Blades (Android / iOS / Switch) - The Elder Scrolls: Legends (Android / iOS / PC) - The Elder Scrolls Online (PC / PS4 / Xbox One / Stadia) - Fallout 76 (PC / PS4 / Xbox One) - Ghostwire: Tokyo (TBA) - Rage 2 (PC / PS4 / Xbox One / Stadia) - Wolfenstein: Cyberpilot (VR) - Wolfenstein: Youngblood (PC / PS4 / Switch / Xbox One / Stadia) Bigben Interactive - Bee Simulator (PC / PS4 / Switch / Xbox One) - Farmer's Dynasty (PC / PS4 / Switch / Xbox One) - The Fisherman – Fishing Planet (PS4 / Xbox One) - Overpass (PC / PS4 / Switch / Xbox One) - Paranoia: Happiness is Mandatory (PC) - The Sinking City (PC / PS4 / Switch / Xbox One) - Werewolf: The Apocalypse – Earthblood (PC / PS4 / Xbox One) - WRC 8 (PC / PS4 / Switch / Xbox One) Bungie - Destiny 2 (PC / PS4 / Xbox One / Stadia) Capcom - Monster Hunter: World (PC / PS4 / Xbox One) - Resident Evil 5 (Switch) - Resident Evil 6 (Switch) CD Projekt Red - Cyberpunk 2077 (PC / PS4 / Xbox One) - The Witcher 3: Wild Hunt (Switch) Devolver Digital - Carrion (PC / PS4 / Switch / Xbox One) - Devolver Bootleg (PC) - Enter the Gungeon: House of the Gundead (Arcade) - Fall Guys: Ultimate Knockout (PC / PS4) - My Friend Pedro (PC / Switch) - The Messenger (PC / PS4 / Switch) Digital Extremes - Warframe (PC / PS4 / Switch / Xbox One) Desk Works - RPG Time: The Legend of Wright (Android / iOS / PC / Xbox One) Electronic Arts - Anthem (PC / PS4 / Xbox One) - Apex Legends (PC / PS4 / Xbox One) - Battlefield V (PC / PS4 / Xbox One) - FIFA 20 (PC / PS4 / Switch / Xbox One) - Untitled Hazelight Studios game - Lost in Random - Madden NFL 20 (PC / PS4 / Xbox One) - RustHeart - Sea of Solitude (PC / PS4 / Xbox One) - The Sims 4 (PC / PS4 / Xbox One) - Star Wars Jedi: Fallen Order (PC / PS4 / Xbox One) | Epic Games - Fortnite Battle Royale (Android / iOS / PC / PS4 / Switch / Xbox One) Frontier Developments - Planet Zoo (PC) Good Shepherd Entertainment - John Wick Hex (PC) Grasshopper Manufacture - No More Heroes III (Switch) GungHo Online Entertainment - Grandia HD Collection (PC / Switch) Happy Bee - Way to the Woods (PC / Xbox One) inXile Entertainment - Wasteland 3 (PC / PS4 / Xbox One) Koch Media - Dead by Daylight (Switch) Konami - Contra Anniversary Collection (PC / PS4 / Switch / Xbox One) - Contra: Rogue Corps (PC / PS4 / Switch / Xbox One) Lionsgate Games - Blair Witch (PC / Xbox One) Modus Games - Ary and the Secret of Seasons (PC / PS4 / Switch / Xbox One) - Bear With Me: The Lost Robots (PC / PS4 / Switch / Xbox One) - Lost Words: Beyond the Page (PC / PS4 / Switch / Xbox One) - Trine 4: The Nightmare Prince (PC / PS4 / Switch / Xbox One) Natsume - Cosmic Defenders (Switch) - Harvest Moon: Mad Dash (PS4 / Switch) - Reel Fishing: Road Trip Adventure (PS4 / Switch) Netflix - The Dark Crystal: Age of Resistance Tactics (PC / PS4 / Switch / Xbox One) - Stranger Things (Android / iOS) - Stranger Things 3: The Game (Android / iOS / PC / PS4 / Switch / Xbox One) Nintendo - Animal Crossing: New Horizons (Switch) - Astral Chain (Switch) - Cadence of Hyrule (Switch) - Daemon X Machina (Switch) - Fire Emblem: Three Houses (Switch) - Untitled The Legend of Zelda: Breath of the Wild sequel (Switch) - The Legend of Zelda: Link's Awakening (Switch) - Luigi's Mansion 3 (Switch) - Marvel Ultimate Alliance 3: The Black Order (Switch) - Pokémon Sword and Shield (Switch) - Splatoon 2 (Switch) - Super Mario Maker 2 (Switch) - Super Smash Bros. Ultimate (Switch) NIS America - The Legend of Heroes: Trails of Cold Steel III (PS4) Paradox Interactive - Empire of Sin (PC / PS4 / Switch / Xbox One) - Vampire: The Masquerade – Bloodlines 2 (PC / PS4 / Xbox One) Phoenix Labs - Dauntless (Switch) Playful Corp. - New Super Lucky's Tale (Switch) Private Division - Ancestors: The Humankind Odyssey (PC / PS4 / Xbox One) - The Outer Worlds (PC / PS4 / Xbox One) Rebellion Developments - Evil Genius 2 (PC) Sega - Alien: Isolation (Switch) - Panzer Dragoon (Switch) - Judgment (PS4) - Mario & Sonic at the Olympic Games Tokyo 2020 (Arcade / Switch) - Phantasy Star Online 2 (PC / Xbox One) Smilegate - Crossfire X (PC / Xbox One) | Square Enix - Avengers (PC / PS4 / Xbox One) - Battalion 1944 (PC) - Circuit Superstars (PC / PS4 / Switch / Xbox One) - Collection of Mana (Switch) - Dragon Quest XI S (Switch) - Dragon Quest Builders 2 (PS4 / Switch) - Dying Light 2 (PC / PS4 / Xbox One) - Final Fantasy VII Remake (PS4) - Final Fantasy VIII Remastered (PC / PS4 / Switch / Xbox One) - Final Fantasy XIV (PC / PS4) - Final Fantasy Crystal Chronicles: Remastered Edition (Android / iOS / PS4 / Switch) - Kingdom Hearts III (PS4 / Xbox One) - The Last Remnant Remastered (Switch) - Life Is Strange 2 (PC / PS4 / Xbox One) - Octopath Traveler (PC) - Oninaki (PC / PS4 / Switch) - Outriders (PC / PS4 / Xbox One) - Romancing SaGa 3 (Android / iOS / PC / PS4 / Switch / Vita / Xbox One) - SaGa: Scarlet Grace Ambitions (Android / iOS / PC / PS4 / Switch) - Trials of Mana (PS4 / Switch / PC) - War of the Visions: Final Fantasy Brave Exvius (Android / iOS) Team17 - Yooka-Laylee and the Impossible Lair (PC / PS4 / Switch / Xbox One) Team Cherry - Hollow Knight: Silksong (PC / Switch) Thunder Lotus Games - Spiritfarer (PC / PS4 / Switch / Xbox One) THQ Nordic - Biomutant (PC / PS4 / Xbox One) - Darksiders Genesis (PC / PS4 / Switch / Xbox One / Stadia) - Desperados III (PC / PS4 / Xbox One) - Destroy All Humans! (PC / PS4 / Xbox One) - Monster Jam: Steel Titans (PC / PS4 / Xbox One) - SpongeBob SquarePants: Battle for Bikini Bottom – Rehydrated (PC / PS4 / Switch / Xbox One) - Wreckfest (PS4 / Xbox One) Tripwire Interactive - Maneater (PC) Ubisoft - Brawlhalla (PC / PS4 / Switch / Xbox One) - For Honor (PC / PS4 / Xbox One) - Gods and Monsters (PC / PS4 / Switch / Xbox One) - Just Dance 2020 (PS4 / Switch / Wii / Xbox One / Stadia) - Roller Champions (PC) - Tom Clancy's The Division 2 (PC / PS4 / Xbox One / Stadia) - Tom Clancy's Elite Squad (Android / iOS) - Tom Clancy's Ghost Recon Breakpoint (PC / PS4 / Xbox One / Stadia) - Tom Clancy's Rainbow Six Quarantine (PC / PS4 / Xbox One) - Tom Clancy's Rainbow Six Siege (PC / PS4 / Xbox One) - Watch Dogs: Legion (PC / PS4 / Xbox One) Vertex Pop - Super Crush K.O (PC / Switch) Warner Bros. Interactive Entertainment - Lego Star Wars: The Skywalker Saga (PC / PS4 / Switch / Xbox One) Wizards of the Coast - Baldur's Gate III (PC / Stadia) Xbox Game Studios - Age of Empires II: Definitive Edition (PC / Xbox One) - Battletoads (PC / Xbox One) - Bleeding Edge (PC / Xbox One) - Forza Horizon 4: Lego Speed Champions (PC / Xbox One) - Gears 5 (PC / Xbox One) - Gears Pop! (Android / iOS) - Halo Infinite (PC / Scarlett / Xbox One) - Halo: The Master Chief Collection (PC / Xbox One) - Microsoft Flight Simulator (PC / Xbox One) - Minecraft Dungeons (PC / PS4 / Switch / Xbox One) - Ori and the Will of the Wisps (PC / Xbox One) - Psychonauts 2 (PC / PS4 / Xbox One) - State of Decay 2: Heartland (PC / Xbox One) Xseed Games - Akiba's Trip: Hellbound & Debriefed (PC / PS4) - BurgerTime Party! (Switch) - Granblue Fantasy Versus (PS4) - Heroland (PS4 / Switch) - Rune Factory 4 Special (Switch) - Sakuna: Of Rice and Ruin (PC / PS4 / Switch) - Senran Kagura: Peach Ball (PC / Switch) |